# Liste der Highways in den Nordwest-Territorien

Schild des Yellowknife Highways

Folgende Highways gehören zum Northwest Territory Highway System:
| Nummer | Name                       | Beginn                                        | Ende                       | Länge in Kilometer |
| ------ | -------------------------- | --------------------------------------------- | -------------------------- | ------------------ |
| 1      | Mackenzie Highway          | Alberta Highway 35                            | Wrigley                    | 639                |
| 2      | Hay River Highway          | Enterprise, Highway 1                         | Hay River                  | 38                 |
| 3      | Yellowknife Highway        | Highway 1, nördlich von Kakisa                | Yellowknife                | 339                |
| 4      | Ingraham Trail             | Yellowknife (Highway 3)                       | Tibbitt Lake               | 69                 |
| 5      | Fort Smith Highway         | Highway 2 südlich von Hay River               | Fort Smith                 | 266                |
| 6      | Fort Resolution Highway    | Highway 5 beim Buffalo River                  | Fort Resolution            | 90                 |
| 7      | Liard Highway              | British Columbia Highway 77                   | Highway 1 bei Fort Simpson | 254                |
| 8      | Dempster Highway           | Grenze zum Yukon-Territorium, Yukon-Highway 5 | Inuvik                     | 272                |
| 10     | Inuvik–Tuktoyaktuk Highway | Inuvik                                        | Tuktoyaktuk                | 138                |

Darüber hinaus gibt es noch sogenannte Winter Roads bzw. Ice Roads, Straßen die auf gefrorenem Schnee und Eis für den winterlichen Verkehr eingerichtet werden:
| Name                                    | Beginn                           | Ende           | Länge in Kilometer |
| --------------------------------------- | -------------------------------- | -------------- | ------------------ |
| Mackenzie Delta Ice Roads (Inuvik area) | nördlich von Inuvik              | Aklavik        | 86                 |
| Mackenzie Valley Winter Road            | Wrigley                          | Fort Good Hope | 480                |
| Mackenzie Valley Winter Road            | Fort Good Hope                   | Colville Lake  | 165                |
| Whati Winter Roads                      | Highway 3, westlich von Behchokò | Whati          | 103                |
| Gameti Winter Roads                     | Whati Winter Roads               | Gameti         | 194                |